# Molannodes lirr
Molannodes lirr är en nattsländeart som först beskrevs av Malicky och Chantaramongkol 1989.  Molannodes lirr ingår i släktet Molannodes och familjen skivrörsnattsländor. Inga underarter finns listade i Catalogue of Life.